# Luna (cantante)
Park Sun-young (hangul: 박선영; Seúl, 12 de agosto de 1993), más conocida por su nombre artístico Luna (hangul: 루나), es una cantante, bailarina, actriz y modelo surcoreana. Es mayormente conocida por ser parte del grupo femenino surcoreano f(x), formado por SM Entertainment en Corea del Sur y Avex Trax en Japón.

## Carrera
En el 2006, SM Entertainment, una agencia creada en Corea del Sur reclutó a Luna después un performance suyo en un programa de SBS, titulado Truth Game. Después de haber entrenado durante 3 años, ella se convirtió en un miembro del grupo quinteto femenino f(x), creado por SM. 
El 1 de septiembre de 2009, el 1.er single de f(x) La Cha Ta (estilizado como LA chA TA) fue digitalmente lanzado. 
La primera presentación en vivo del grupo fue con LA chA TA en MBC music show Show! Music Core el 5 de septiembre de 2009. Después de eso, f(x) lanzó 3 singles digitales y un miniálbum Nu ABO y ganaron numerosos premios. El grupo participó en el SMTown Live '10 World Tour junto a los demás grupos de la SM, en Seúl, Shanghái y Los Ángeles. f(x) también tuvieron sus propios reality shows llamados Hello f(x) & f(x) koala. 
También participaron en algunos comerciales como en teléfono celular LG CYON, 'Lollipop' y marcas de ropa como K-Swiss. En noviembre del 2010, Avex Entertainment anunció que f(x) firmó con su agencia para futuros lanzamientos en China, Japón y Taiwán.

## Vida personal
Luna nació como Park Sun-young en Seúl, Corea del Sur el 12 de agosto de 1993. Luna dice que si su hermana gemela hubiera sido parte de f(x) tendría una voz dulce y suave.
En octubre de 2011, fue confirmada como estudiante en la universidad Chung-Ang Instituto de artes.

## Otras actividades
En el 2010, Luna ganó el 'Variety New Star Award' en SBS Entertainment Awards por 'Star King'.
En octubre del 2010, Luna fue uno de los 20 ídolos de diferentes grupos surcoreanos que grabó la canción Let's Go con el propósito de aumentar la participación del público en el 2010 G-20 Seoul summit. Ella prestó su voz junto a otros de sus compañeros de SM Sungmin, Seohyun y Jonghyun.
También, Luna apareció como un miembro regular de Star King por un largo tiempo y ganó un Award de SBS por su aparición y esfuerzo.
En abril del 2011, comenzó a presentar un programa musical llamado The Show de MTV Korea junto a Hyosung (miembro de Secret).
Luna fue parte del cast del drama Saving Ahjumma Go Bong Sil como Seo In Young, una estudiante y la hija más joven de Go Bong Sil. Fue su 1.er drama debut junto a SS501 Kim Kyu Jong. Salió al aire en diciembre del 2011.

## Filmografía

### Programas de realidad y variedad
| Año              | Título              | Canal | Notas |
| ---------------- | ------------------- | ----- | --- |
| 2011             | Running Man         | SBS   | participante, ep. 55 |
| 2020, 2016, 2015 | King of Mask Singer | MBC   | actuación especial - (ep. #249) - junto a Kwon In-ha jueza invitada, (ep. 71-72) participó como "Used Two Buckets of Gold Lacquer" (ep. 1-2, 4, 6) |
| 2012, 2013, 2016 | Hello Counselor     | KBS2  | invitada, (ep. 81, 134, 279) |